# Rob Epstein
Robert P. Epstein és un director, productor, escriptor i editor nord-americà. Ha guanyat dos Premis Oscar al Millor llargmetratge documental, per les pel·lícules The Times of Harvey Milk i Common Threads: Stories from the Quilt.
El 1987, Epstein i el seu soci de realització cinematogràfica, Jeffrey Friedman, van fundar Telling Pictures, una productora i un equip conegut per "els documentals innovadors".
A més dels documentals de no ficció, les obres d'Epstein inclouen narracions amb guió com ara Howl, la seva pel·lícula premiada sobre el controvertit poema d'Allen Ginsberg (protagonitzat per James Franco), i Lovelace, la història sobre la vida i els judicis de la superestrella pornogràfica Linda Lovelace (protagonitzada per Amanda Seyfried).
Epstein és actualment el copresident del programa de cinema al California College of the Arts a San Francisco i Oakland, Califòrnia.
És obertament gai.

## Filmografia
| Pel·lícula                                             | Any       | Paper(s)                       | Notes |
| ------------------------------------------------------ | --------- | ------------------------------ | --- |
| Word Is Out: Stories of Some of Our Lives              | 1977      | director                       | |
| The Times of Harvey Milk                               | 1984      | director, productor, editor    | Oscar al millor documental Premis Emmy de Notícia i Documental                                                |
| The AIDS Show                                          | 1986      | director, productor            | |
| Common Threads: Stories from the Quilt                 | 1989      | director, productor, editor    | Oscar al millor documental                                                                                    |
| Where Are We? Our Trip Through America                 | 1989      | director, productor            | |
| The Celluloid Closet                                   | 1995      | director, productor, guionista | Premis Emmy de Notícia i Documental Nominat—Premi Primetime Emmy a la sèrie o especial de no ficció destacada |
| Paragraph 175                                          | 2000      | director, producer             | Nominat—Premi Independent Spirit al millor documental Nominat—Premis Emmy de Notícia i Documental             |
| Underground Zero (segment "Isaiah's Rap")              | 2002      | director                       | |
| Crime & Punishment                                     | 2002-2004 | director                       | |
| An Evening with Eddie Gomez                            | 2005      | director                       | |
| 10 Days That Unexpectedly Changed America: "Gold Rush" | 2006      | director                       | |
| Howl                                                   | 2010      | director, guionista            | |
| Lovelace                                               | 2013      | director                       | |
| And the Oscar Goes to...                               | 2014      | director, guionista, productor | |
| End Game                                               | 2018      | director, producer, editor     | Nominat—Oscar al millor curtmetratge documental                                                               |
| State of Pride                                         | 2019      | director, guionista            | |
| Linda Ronstadt: The Sound of My Voice                  | 2019      | director                       | Premi Grammy al millor vídeo musical de format llarg                                                          |